# Phare de Stilo
Le phare de Stilo (en polonais : Latarnia Morska Stilo) est un phare situé à Osetnik (anciennement Stilo) dans la gmina de Choczewo (Voïvodie de Poméranie - Pologne). Le phare se trouve entre le phare de Czołpino et le phare de Rozewie.
Ce phare est sous l'autorité du Bureau maritime régional (en polonais : Urząd Morski (pl)) de Gdynia.
Ce phare est classé au titre des monuments historiques de Pologne.

## Histoire
Le phare a été construit, entre 1904 et 1906, sur les plans de l'architecte allemand Walter Körteg. Le phare a été construit en fonte, par la société Julius Pintsch (en) de Berlin. Le phare avait un système optique rotatif alimenté par du courant électrique de 110 V.
En 1926, le phare a bénéficié d’une modernisation. L'ancien système optique a été remplacé par une ampoule électrique de 1.000 W avec système d'alimentation supplémentaire d'urgence au gaz. En 2006, lors de la centième année d'existence du phare, il a connu une rénovation complète et la mise en place d’un nouveau schéma extérieur de peinture. Il émet, à une hauteur focale de 75 m, trois éclats blancs par période de douze secondes, visible jusqu'à 42 kilomètres.
Le phare est érigé au sommet d'une dune, à environ un kilomètre de la mer dans la réserve naturelle Mierzeja Sarbska. C'est une tour de fonte à seize côtés, avec galerie double et lanterne. Elle est tricolore (noire, blanc et rouge). La grande lanterne est peinte en blanc. peint blanc. La maison en brique rouge de trois étages des gardiens se trouve à vingt mètres de la tour. Auparavant, il existait, à proximité, une tour carrée habritant la corne de brume qui a été désactivé en 1950.
Ce beau phare de fonte a réchappé des destructions durant les guerres mondiales. Il est resté, en grande partie, dans son état primitif. La lentille de Fresnel a été enlevée en 1975 et elle est exposée au Musée des Phares de Rozewie. Le site ouvert et le phare est visitable quotidiennement pendant la saison touristique d'été. Il est toujours gardienné.
Identifiant : ARLHS : POL017 - Amirauté : C2954 - NGA : 6632.

## Caractéristique dufeu maritime
- Fréquence sur 12 secondes :
  - Lumière : 0.3 seconde
  - Obscurité : 2.2 secondes
  - Lumière : 0.3 seconde
  - Obscurité : 2.2 secondes
  - Lumière : 0.3 seconde
  - Obscurité : 6.7 secondes

|                          |
| Local technique du phare |

|                                      |
| L'ancienne tour de la corne de brume |

|             |
| La lanterne |

### Lien connexe
- Liste des phares de Pologne